# Gyulaháza
Gyulaháza är en ort i Ungern.   Den ligger i provinsen Szabolcs-Szatmár-Bereg, i den nordöstra delen av landet, 240 km öster om huvudstaden Budapest. Gyulaháza ligger 110 meter över havet och antalet invånare är 2 059.
Terrängen runt Gyulaháza är mycket platt. Runt Gyulaháza är det ganska tätbefolkat, med 72 invånare per kvadratkilometer. Närmaste större samhälle är Kisvárda, 9,6 km norr om Gyulaháza. Omgivningarna runt Gyulaháza är en mosaik av jordbruksmark och naturlig växtlighet.